# Dómnino (Bélgorod)
|  | Per a altres significats, vegeu «Dómnino». |

Dómnino - Домнино (rus) - és un poble (un khútor) de l'óblast de Bélgorod, a Rússia. El 2014 tenia 8 habitants. Pertany al districte (raion) de Stroítel.